# Camponotus quadrinotatus
Camponotus quadrinotatus är en myrart som beskrevs av Auguste-Henri Forel 1886. Camponotus quadrinotatus ingår i släktet hästmyror, och familjen myror. Inga underarter finns listade.